# Bieden (kaartspel)
Bieden is een kaartspel dat voornamelijk in Oost-Vlaanderen, West-Vlaanderen en Zeeland wordt gespeeld. Er wordt met 32 kaarten en in twee paren gespeeld. Elk spelletje bestaat uit twee delen: bieden en spelen. De naam van het kaartspel slaat op het eerste deel waarbij de deelnemers tegen elkaar opbieden. In het tweede deel wordt er gespeeld en mag de hoogste bieder de troef bepalen. Bijzonder is dat men altijd mag troeven, zelfs als men nog kan volgen.

## Spelregels

### Delen
Iedere speler deelt op zijn beurt in wijzerzin en geeft alle spelers twee keer vier kaarten. De deler mag vooraf de kaarten schudden, hoewel dat in de praktijk amper of slechts in beperkte mate gedaan wordt. De speler rechts van de deler kan de geschudde stapel kaarten afleggen.

### Bieden
Na het delen mag de speler links van de deler een bod doen met betrekking tot het aantal punten dat hij meent te kunnen binnenhalen (met de hulp van zijn of haar partner). De volgende spelers kunnen ofwel hoger bieden, ofwel passen. Het minimumbod is 100 en elk hoger bod hoort een veelvoud van 10 te zijn. Elke speler heeft slechts één kans om te bieden. Indien de vier spelers gepast hebben, wordt er opnieuw gedeeld door de volgende speler.

### Spelverloop
De speler die het hoogste bod heeft gedaan, mag uitkomen. Deze kaart bepaalt meteen de troefkleur. Tijdens de eerste slag moet deze speler of zijn partner de eventuele wijs aankondigen, zonder deze kaarten echt te laten zien. Wanneer de eerste kaart van de tweede slag op tafel ligt, moet de wijs ook getoond worden door de kaarten open op tafel te leggen. Sommige kaarten uit deze combinaties kunnen reeds in de voorbije slagen opgenomen zijn. Wanneer iedereen duidelijk heeft kunnen controleren of de geannonceerde wijs terecht is, worden de kaarten weer opgenomen en wordt de tweede slag afgewerkt. De slag wordt telkens gewonnen door de kaart met de hoogste rangorde of door de slag te 'kopen' met een troefkaart. Kopen mag altijd (zelfs als je nog kan volgen), maar is nooit verplicht. Het spelletje gaat door tot alle kaarten zijn weggespeeld (of tot iemand zeker is dat de te behalen punten verworven zijn of tot iemand zich overgeeft). Op het eind worden alle punten in de behaalde slagen van een partij opgeteld en wordt besloten of de biedende partij al dan niet in haar opzet geslaagd is. Vervolgens wordt er opnieuw gedeeld, geboden en gespeeld.

### Scoretelling
Gewoonlijk wordt bij aanvang een scoretabel ("een boom") begonnen, waarbij elke partij vertrekt van 12 of 15 punten. Het ultieme doel van het spel is om de score van de boom op nul te krijgen. Als blijkt dat de speler en zijn partner na een spelletje het geboden aantal punten op spelniveau behaald hebben, dan wordt per geboden schijf van 50, één punt van de boom afgetrokken. Zo worden bij een bod van 100 tot 140 twee punten van de scoretabel afgetrokken, bij een bod van 150 tot 190 gaan er drie punten af, enzovoort. Als blijkt dat de spelende partij er niet in geslaagd is om het geboden aantal spelpunten te verwerven, dan worden de punten er niet afgetrokken, maar als strafpunten bijgeteld in de scoretabel. Bovendien wordt hetzelfde aantal punten bij de tegenpartij afgetrokken wanneer het geboden aantal punten niet behaald is.

## Rangorde
Welke partij de slag wint, wordt bepaald door de rangorde van de kaarten. De rangorde van de kaarten verschilt naargelang ze troef zijn of niet.
|  |  |  |  |  |  |  |  |

|  |  |  |  |  |  |  |  |

Deze laatste rangorde is ook belangrijk voor het bepalen van de wijs: elke reeks van drie of meer kaarten in deze volgorde zorgt voor extra punten.

## Puntenwaardering
Het aantal punten men behaalt door een slag te winnen, wordt bepaald door de opgetelde puntenwaarde van de kaarten in de gewonnen slag. Bijzonder is dat de puntenwaarde van een kaart niet per se haar rangorde bepaalt. Zo is de tien bijvoorbeeld lager in rang dan de vrouw, maar is ze meer punten waard. Verder verschilt de puntenwaarde van de kaarten eveneens naargelang ze troef zijn of niet.
| Troef | Troef | Niet-troef | Niet-troef |
| ----- | ----- | ---------- | ---------- |
| Zot   | 20    |            |            |
| Negen | 14    |            |            |
| Aas   | 11    | Aas        | 11         |
| Heer  | 3     | Heer       | 3          |
| Vrouw | 2     | Vrouw      | 2          |
|       |       | Zot        | 1          |
| Tien  | 10    | Tien       | 10         |
|       |       | Negen      | 0          |
| Acht  | 0     | Acht       | 0          |
| Zeven | 0     | Zeven      | 0          |

## Wijs
Hoewel er slechts 141 punten te verdienen zijn via de slagen, kan er veel meer geboden worden. Dat is te wijten aan de 'wijs', die verrekend wordt als kredietpunten: de speler mag ze bieden, maar hoeft ze niet te behalen. In bieden telt de wijs uiteindelijk enkel voor de partij die het hoogste bod heeft gedaan. Een speler heeft 'wijs' als zijn hand een reeks opeenvolgende kaarten van dezelfde kleursoort bevat. Drie opeenvolgende kaarten leveren 20 extra punten op, vier opeenvolgende kaarten leveren 50 extra punten op en vijf of meer opeenvolgende kaarten leveren 100 extra punten op.
Wijs wordt op sommige plaatsen ook wel 'toon' genoemd (bijvoorbeeld in Beveren-Waas).
|                                      |  |  |
| drie opeenvolgende kaarten = 20 wijs |  |  |

### Carré
Ook een kwartet van dezelfde soort ("carré") zorgt voor wijs: vier vrouwen, heren of azen leveren 100 extra punten op en vier zotten leveren 200 extra punten op. De kaarten die gebruikt worden in een carré kunnen nog gebruikt worden in een combinatie opeenvolgende kaarten.
|                                |  |  |  |
| Carré van de zotten = 200 wijs |  |  |  |

### Marriage
Ten slotte bestaat er nog een speciaal geval dat 20 extra punten oplevert: de combinatie van de vrouw en de heer in troefkleur noemt men 'marriage'. Het bezit van deze combinatie moet niet vooraf aangekondigd worden. Om de 20 punten binnen te halen, is de voorwaarde wel dat de vrouw vóór de heer wordt gespeeld en dat op moment van spelen de wijs ook benoemd wordt.
|                                      |  |  |  |
| vier opeenvolgende kaarten = 50 wijs |  |  |  |

In bovenstaand voorbeeld is een reeks van vier opeenvolgende koeken, mét vrouw en heer, afgebeeld. Is koeken echter de troefkleur, dan verhoogt de wijs dankzij de belote van 50 naar 70.

## Biedconventies
Door te bieden geef je je medespeler informatie over je eigen kaarten, zodat deze daar eventueel kan op inspelen. Zo bestaan er, afhankelijk van je wijs, volgende richtlijnen om te bieden:
- Drie opeenvolgende kaarten: 110
- Vier opeenvolgende kaarten zonder zot: 120
- Vier opeenvolgende kaarten mét zot: 130 of 150
- Carré van vrouwen, heren of azen: 140
- Carré van zotten: 240

Deze zijn niet verplicht, maar aan te raden wanneer je goede kaarten hebt en je jouw medespeler toch liever troef ziet kiezen.

## Speciale boden

### Pandoer
Als een speler pandoer speelt, is het de bedoeling dat hij op zijn eentje alle slagen haalt (ook de partner mag er geen halen). Pandoer staat qua scoring op dezelfde hoogte als een bod van 300 en kan enkel worden overboden met "een overleg". Wanneer dat lukt, mogen 5 punten van de boom afgetrokken worden.

### Pandoer overleg
De "pandoer overleg" of kortweg "overleg" is een pandoer waarbij met open kaarten tegen alle anderen wordt gespeeld. Dit betekent dus ook dat de partner verplicht is de speler te doen verliezen mocht hij dat kunnen. Wanneer dat lukt, mogen 7 punten van de boom afgetrokken worden.

### De achttiender
Dit is het geval wanneer je acht kaarten van dezelfde soort op je hand hebt. Hiermee breng je de score meteen op nul en win je de volledige boom. Traditiegetrouw wordt na een achttiender het kaartspel vernietigd en wordt door de gelukkige een geldbedrag gestort voor een goed doel. Aangezien er 10518300 mogelijke manieren bestaan om 8 kaarten uit 32 kaarten te krijgen, is de achttiender een vrij uitzonderlijk fenomeen (1 op 2629575).

## Alternatieve spelregels
Hoewel de puntentelling en de basisspelregels vastliggen, varieert de manier van spelen van streek tot streek. In de volgende aspecten kan van bovenstaande spelregels afgeweken worden:
- Er bestaan varianten waarbij iedereen meer dan één keer kan bieden en het opbieden kan blijven doorgaan tot iedereen op een na past.
- In sommige streken is het minimumbod 50 in plaats van 100.[2] Hier bestaan dan ook extra biedconventies
- Er bestaat een variant waarbij men niet verplicht is om met de zot in troefkleur te volgen wanneer troef gespeeld wordt.
- Er bestaan variaties in het aantal punten voor een pandoer, overleg en achttiender.[3]
- In sommige streken, zoals in streken van Zeeuws-Vlaanderen, wordt er niet gespeeld met wijs. Het maximum te halen punten is dan 141, en wanneer al deze 141 punten worden gehaald, wordt er een extra punt van de speelboom afgetrokken, ongeacht het originele bod. In deze streek gaat het bod vanaf 100, telkens met 5 punten omhoog.[bron?]
- Er bestaan varianten waarbij de speler links van de deler verplicht wordt om voor 80 punten te spelen wanneer iedereen past. Gebruikelijk is dan dat er gespeeld wordt voor 1 punt van de speelboom.